# Carmen Tagle
Carmen Tagle González (Madrid, 1944 o 1945 - ibídem, 12 de septiembre de 1989) fue una fiscal española adscrita a los casos que tramitaba el Juzgado Central de Instrucción número 5 de la Audiencia Nacional, cuyo titular era el magistrado Baltasar Garzón. Fue asesinada por la banda terrorista ETA a tiros, a la edad de 44 años, a la puerta de su domicilio en el número 17 de la calle Julio Palacios de Madrid.
El juez Baltasar Garzón, que narró la experiencia de la muerte de Tagle en su libro Un mundo sin miedo, escribió y publicó su obituario, titulado: «Al recuerdo de Carmen Tagle», en el diario El País el 16 de septiembre de 1989. Su capilla ardiente fue instalada en el salón de plenos del Tribunal Supremo.

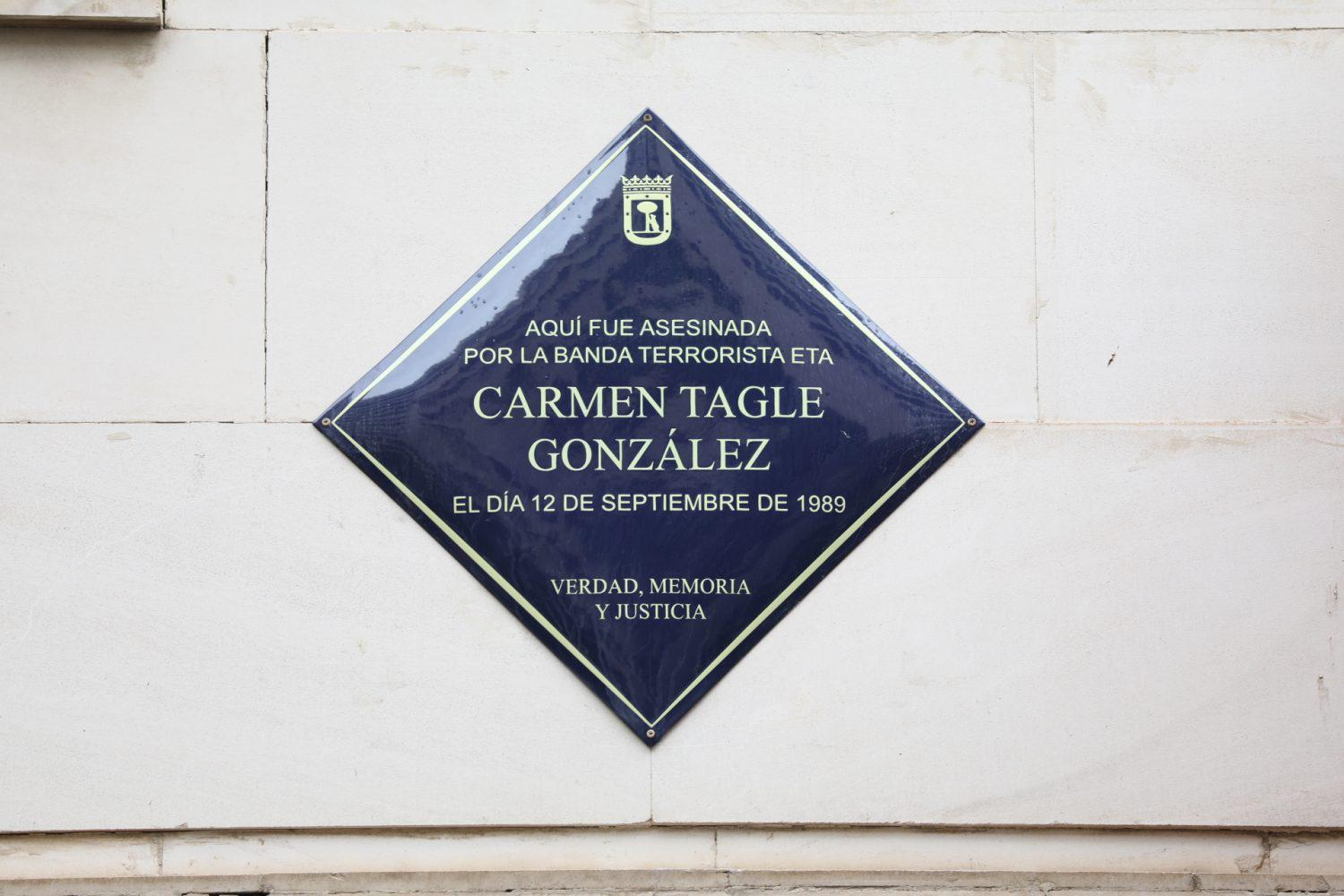
Leyenda colocada en el Acto en recuerdo de Carmen Tagle González en Fuencarral-El Pardo

Era una fiscal dura y muy trabajadora, encargada de casos de terrorismo. Tenía un estilo peculiar de intervenir en las salas de vistas y en el juzgado. Según su compañero Baltasar Garzón: «Llevaba tiempo siendo identificada como la más dura en terrorismo. Era muy vehemente al exponer. Pero tan dura con ETA como con los GAL. Para ella, todos habían delinquido. Me decía: 'Baltasar, llevas razón: esto es una barbaridad, hay que investigar'. Y entonces era implacable. No miraba a otro lado. Y esa idea la explicitaba en arrojo y ganas de combate. Eso se veía en el juicio... y también lo veían los asesinos».

## Reconocimientos
La Asociación de Fiscales ha instituido los premios Carmen Tagle para galardonar a quienes se enfrentan al terrorismo. Una distinción que honra su memoria, que en su tercera edición ha sido concedido al Foro de Ermua, un grupo de ciudadanos que arriesgan sus vidas en defensa de unas ideas legítimas como la libertad, la tolerancia y la convivencia pacífica.
El 18 de mayo de 2001, la reunión del Consejo de Ministros presidida por el jefe del Ejecutivo, José María Aznar, aprobó la concesión de condecoraciones a título póstumo a la fiscal Carmen Tagle y a varias víctimas del terrorismo.
En enero de 2006 comenzó a rodarse película GAL, dirigida por Miguel Courtois, donde Mar Regueras interpreta a la fiscal asesinada por ETA. El guionista, Antonio Onetti, expresó que se va a contar «ni más ni menos que las sentencias judiciales». La película se sustenta exclusivamente en la investigación periodística que, primero en Diario 16 y después en El Mundo, se realizó de los hechos por Melchor Miralles y Ricardo Arqués.
Tiene una calle con su nombre en la ciudad de Miranda de Ebro, Alhama de Murcia, Torrejón de Velasco y Rafelbunyol. El Parque Norte de Madrid también lleva su nombre.